# 小原雅一
小原 雅一（こはら まさかず、1979年7月18日 - ）は、日本の男性声優、ナレーター。東京都出身。シグマ・セブン所属。

## 人物
好きな声優は塩沢兼人であり、塩沢に憧れて声優を目指した。
専門学校東京ミュージックアンドメディアアーツ尚美（現在の尚美ミュージックカレッジ専門学校）卒業。
DOA ザ・フレッシュを経て、シグマ・セブンに所属。

## 出演
太字はメインキャラクター。

### テレビアニメ
2001年
- Cosmic Baton Girl コメットさん☆（石塚先生、漁師A）

2002年
- ヒートガイジェイ（兵B）
- YOU'RE UNDER ARREST 〜逮捕しちゃうぞ〜（店員）

2003年
- 獣兵衛忍風帖 龍宝玉篇（家臣C）

2004年
- エルフェンリート（SAT隊長、研究員、警官A）
- お伽草子（車内アナウンス）
- ごくせん（天海組組員B）
- サムライチャンプルー（胴師、天狗、海賊、メンバー）
- 砂ぼうず（江戸川組）
- 蒼穹のファフナー Dead Aggressor（オペレーター、メカニック）
- 天上天下（部員、スーツの男3）
- ニニンがシノブ伝（忍者）
- 鋼の錬金術師（軍人A、兵A）
- 妄想代理人（署員）

2005年
- ギャラリーフェイク（受刑者）
- 交響詩篇エウレカセブン（2005年 - 2006年、将校A、男1）
- スクールランブル（ペドロ・ゴンザレス）

2006年
- 夢使い（若葉の父）

### 劇場アニメ
- ギルステイン（2002年、ゲリラB）
- 夢かける高原 清里の父 ポール・ラッシュ（2002年、学生A）
- 茄子 アンダルシアの夏（2003年、オリョーリ[6]）

### OVA
- luv wave（2000年、通信）
- セイント・ビースト 〜幾千の昼と夜 編〜（2005年、天使）
- HELLSING（2006年、警官[7]）
- ドグラ・マグラ（2012年、正木敬之[8]）

### ゲーム
- 鋼鉄の咆哮 ウォーシップコマンダーPlayStation 2版（2001年、ゴーダ）
- 聖剣伝説4（2005年、ゴーレム）
- サムライチャンプルー HIPHOPサムライアクション（2006年、隠密衆）
- 俺の下でAGAKE（2007年、竹川）
- ロックマンゼクス アドベント（2007年、クロノフォス・ザ・トリデンロイド、ロビン）

### ドラマCD
- ドラマCD俺の下であがけ TARGET1 樋口・清水（竹川、大家）
  - ドラマCD俺の下であがけ Sound&D（竹川、大家）
- ZX GIGAMIX（ロビン、レポーター）
- 殴る白衣の天使（麻酔医）

### 吹き替え
- アート・オブ・デビル
- マレーナ
- 数学ミステリー白熱教室（エドワード・フレンケル教授）

### ナレーション
- 報道ステーション（テレビ朝日、月・火曜日担当）
- 大人ドリル（NHK総合）月1回
- テレメンタリー2018「終戦4日前 学校は戦場だった」（2018年8月12日、テレビ朝日・鹿児島放送制作）
- BS世界のドキュメンタリー（NHK BS1）
  - 「ヒトラーのスーパーカー」（2020年8月13日）
  - 「リチウムを獲得せよ! 欧州エネルギー安全保障と新秩序」（2022年10月5日）
  - 「刻まれた足跡 トルコと日本 友好130年」（2023年3月20日）
  - 「ロシアには屈しない ウクライナ 市民ボランティアの戦い」（2023年5月1日）
  - 「プーチンの陰で 大富豪"オリガルヒ"の闇を暴く」（2023年10月2日）
- FIFA TV（CSフジテレビ）
- グローバルアイ（CSワールドビジネスch）
- ナイトインジャズ（FM山陰）
- 岩壁の秘境ナモロカ〜マダガスカル・未知の生物を発見せよ〜（2022年8月11日、NHK BS1）

### 映画
- レット・イット・ビー 〜怖いものは、やはり怖い〜（2023年5月、ARI Production） - イエス・キリスト 声のみ

### その他コンテンツ
- 地球ドラマチック『玉の衣をまとった王～古代中国の栄枯盛衰～』（声の出演）